# ダニエル・シクタ
ダニエル・シクタ（Daniel Taabu、1996年1月19日 - ）は、ケニアのラグビーユニオン選手。

## プロフィール
- ケニア・ナイロビ出身[2]。
- ポジションはセンター(CTB)。
- 身長 174cm、体重 70kg

## 略歴
2021年、東京五輪の7人制ケニア代表に選ばれた。